# Gonçalo Monhóz, conde das Astúrias
Gonçalo Monhóz (1010 — c. 1053) foi um nobre astúriano que ostentou o título de tenênte em Astúrias, encontrando-se registado na documentação medieval entre o ano de 1033 e o ano  de 1053.

## Relações familiares
Foi filho de Munio Gonzalez. (990 - 1047) e de Trigridia de Ansurez (960 -?). Casou com Eylo Munhós, por casamento condessa das Astúrias, de quem teve: 
1. Munio Gonçalves também denominado por Munio Gonzalez (1030 — 1097) que foi Conde das Astúrias entre 1030 e 1043 e casado com Maior Rodrigues.